# Baby Looney Tunes
"Baby Looney Tunes" foi uma série de televisão animada co-produzida entre os Estados Unidos e o Canadá que descreve as versões infantil e pré-escolar dos personagens de Looney Tunes. Foi produzido pela Warner Bros. Animation. 
O programa estreou como uma série completa em 3 de junho de 2001 e retornou às estações WB geralmente antes ou depois do bloco WB para crianças de 2001 a 2003 e continuou a ser exibido na Cartoon Network de 2004 a 2006 e quando a série terminou em 16 de outubro, 2006, começou a exibir reprises de 2006 a 2010. O programa foi marcado como a primeira série animada pré-escolar da Warner Bros. Animation. Embora tenha sido transmitido inicialmente na proporção 4:3, Baby Looney Tunes é a primeira série animada da Warner Bros. a ser produzida na proporção widescreen (16:9). 

## Episódios
Compõem os episódios da série: 
| Temporada      | Episódios      | Transmissão original                         | Canal           |
| -------------- | -------------- | -------------------------------------------- | --------------- |
| 1              | 38             | 3 de junho de 2001 - 21 de março de 2003     | Cartoon Network |
| Filme especial | Filme especial | 4 de março de 2003                           | Cartoon Network |
| 2              | 13             | 15 de agosto de 2004 - 16 de outubro de 2006 | Cartoon Network |

## Personagens

### Principais
Bebê Pernalonga - (Voz original: Sam Vincent) Ele é o mais velho dos bebês, o que o torna o líder oficial. Sua liderança, no entanto, tende a causar tensão, especialmente com Lola e Patolino.
Bebê piu-piu - (Voz original: Sam Vincent) Um canário amarelo. O mais novo e o menor da turma. Descrito como o esperto, porque ele apresenta idéias quando os outros acabam de sair delas. Ele é muito sensível ao seu pequeno corpo (que ele deve superar na maioria dos episódios ao seu redor) e curioso sobre o que encontra.
Babê Patolino - (Voz original: Sam Vincent) Ele é o segundo na liderança depois de Pernalonga. Muitas vezes, ele sempre quer seu ganho pessoal. Quando ele não consegue o que quer, acredita que é tratado injustamente, sem perceber os inconvenientes infligidos aos outros. Mas metade do tempo ele tem boas intenções. Ele é conhecido por ter medo de robôs.
Bebê Lola - (Voz original: Britt McKillip) Às vezes, ela assume o comando. Sua independência é maior que as outras e ela tem mais tendências de menino do que as outras meninas.
Bebê Taz - (Voz original: Ian James Corlett) Por mais que Taz seja bem comportado, ele muitas vezes confunde vários objetos com comida e às vezes quebra as coisas com seu giro. Ele tem um senso de diversão que excede todos os outros. Ele também é mais atrevido, chorando quando as coisas dão errado ou quando Patolino rouba dele.
Bebê Frajola - (Voz original: Terry Klassen) Um gato fofo de smoking. O mais alto dos bebês, sem contar com as orelhas de Lola e Pernalonga. Às vezes, ele é tímido e ansioso, sendo muitas vezes um alvo fácil para o Patolino o enganar. Ele raramente é visto usando suas garras. Ele gosta de chamar a atenção da vovó mais do que os outros. Frajola tem medo de raios e odeia picles.
Bebê Melissa - (Voz original: Janyse Jaud) Ela costuma ficar com Petúnia; as duas foram adicionadas abruptamente ao elenco principal no meio da primeira temporada. Ela é do tipo altamente prático e criativo, com uma personalidade amigável, mas às vezes pode ser uma maníaca pelo controle e irritar os outros.
Bebê Petúnia - (Voz original: Chiara Zanni) Ela costuma ficar com Melissa; as duas foram adicionadas abruptamente ao elenco principal no meio da primeira temporada. Ela é mais inteligente que os outros bebês com curiosidade insaciável. No episódio "Let Harder They Fall", ela não está mais usando fralda como outros bebês, mas está usando uma cueca amarela e babada com um laço branco no meio e "Petúnia, o Mealheiro", ela aprendeu a economizar dinheiro.
Vovó - (Voz original: June Foray) Ela oferece amor e carinho profissionais para que os bebês os mantendo felizes. Sendo o único adulto em suas vidas, os bebês são fascinados e inspirados por sua inteligência, sabedoria e capacidade de superar problemas quando surgem com facilidade. A avó é rigorosa, prática e antiquada.
Floyd Minton - (Voz original: Brian Drummond) Sobrinho da vovó. Às vezes, ele fica impressionado com a responsabilidade que assume com os bebês, mas está determinado a nunca decepcionar a avó. Ele frequentemente fica de olho em um dos bebês individuais em cada episódio durante a segunda temporada.

## Produção
Em 1997, a Warner Bros. Animation anunciou um novo show. Foi originalmente sob o nome "Lil 'Looney Critters", mas em abril de 1999, eles mudaram o nome para Baby Looney Tunes. Em janeiro de 2001, eles encerraram a produção e o piloto foi ao ar em 3 de junho de 2001. Reiniciaram a produção 5 dias depois e retomaram a produção; e o show começou como uma série completa em 28 de julho de 2001.

## Música
A abertura da série foi escrito pelos veteranos compositores de animação Steven e Julie Bernstein. Eles foram indicados ao Daytime Emmy (Melhor Conquista em Direção e Composição Musical) em 2006. Eles também compuseram a trilha sonora do filme de Páscoa, "A aventura de ovos de Páscoa de Baby Looney Tunes", escrevendo a música e as letras das músicas em destaque. 

## Nomeações
| Ano  | Data da cerimônia   | Premiação  | Categoria                            | Recipiente        | Resultado | Ref.  |
| ---- | ------------------- | ---------- | ------------------------------------ | ----------------- | --------- | ----- |
| 2006 | 28 de abril de 2006 | Emmy Award | Melhor Programa de animação infantil | Baby Looney Tunes | Indicado  | [ 7 ] |

## Mídia caseira
A Warner Home Video lançou 15 episódios da animação e o filme para televisão em DVD:  
| Nome do DVD                          | Número de episódios | Data de lançamento    | Extras                                                           |
| ------------------------------------ | ------------------- | --------------------- | ---------------------------------------------------------------- |
| "Eggs-traordinary Adventure"         | 3                   | 25 de maio de 2004    | - Dois episódios extras - 2 clipes musicais - Atividades da vovó |
| "4 Kid Favorites: Baby Looney Tunes" | 12                  | 17 de janeiro de 2012 | - Desafio: bebê trívia - Desafio: qual é a música?               |